# Fábio Barreto
Fábio Villela Barreto Borges est un réalisateur brésilien né le 6 juin 1957 à Rio de Janeiro et mort le 20 novembre 2019 dans la même ville après un coma d'une dizaine d'années dû à un accident de voiture en 2009. 
Son film O Quatrilho a été nommé à l'Oscar du meilleur film en langue étrangère en 1996.

## Biographie
Barreto est né en 1957 à Rio de Janeiro. Il est le plus jeune fils des producteurs de films bien connus Luís Carlos et Lucy Barreto. Son frère est le collègue cinéaste Bruno Barreto, responsable du succès au box office international de 1976, Dona Flor et ses deux maris, avec Sônia Braga.
Il a commencé sa carrière en 1977, à l'âge de 20 ans, à la tête du court métrage A História de José e Maria. Depuis lors, il a joué dans deux films - Nelson Pereira dos Santos de les Memórias do Cárcere (1984), et son père est pour tous - O Trampolim da Vitória (1997) - et réalisé neuf longs métrages, la version brésilienne de Desperate Housewives, un épisode de la série télévisée Você Decide et deux autres courts-métrages.
Son premier long métrage était Índia, a Filha do Sol, mettant en vedette Glória Pires dans le rôle d'une Brésilienne autochtone qui tente de survivre à la brutalité de l'extraction de diamants dans le centre-ouest du Brésil et finit par tomber amoureuse d'un soldat blanc. La partition du film a été composée par Caetano Veloso, que Barreto critiquera plus tard pour avoir qualifié Lula d'analphabète. En 1986, il réalise O Rei do Rio, d'après une pièce de théâtre de Dias Gomes, qui raconte l'histoire de deux amis qui s'enrichissent grâce au jeu illégal de jogo do bicho et deviennent rivaux dans la lutte pour le pouvoir politique. Nuno Leal Maia figurait dans les deux films.
Son prochain film était Luzia-Homem, basé sur le roman éponyme de l'écrivain du XIXe siècle, Domingos Olímpio. Claudia Ohana était une femme masculinisée en quête de vengeance du meurtre de ses parents, qui finissait par trouver l'amour. En 1991, après l’engouement pour la danse lambada, il réalise un film à ce sujet. Après une pause de quatre ans, il a réalisé O Quatrilho, le premier film brésilien à être nommé pour l'Academy Award pour le meilleur film en langue étrangère depuis O Pagador de Promessas, sorti en 1962. En 1997, il a réalisé sa première langue anglaise de film, Bela Donna (publié aux États-Unis sous le nom de White Dunes), avec Natasha Henstridge et Andrew McCarthy.
En 2002, il réalise son septième film, A Paixão de Jacobina, salué par la critique. Il ne reprendra la réalisation que quelques années plus tard et sortira en 2007 Nossa Senhora de Caravaggio et la version brésilienne de Desperate Housewives (filmée en Argentine). En 2009, il tourne Lula, o filho do Brasil. Le film, qui a débuté le 1er janvier 2010, est sa quatrième collaboration avec Glória Pires.

## Filmographie
- 1977 : A História de José e Maria
- 1978 : Mané Garrincha
- 1979 : Filmando 'Bye bye Brasil'
- 1982 : Índia, a Filha do Sol
- 1985 : O Rei do Rio
- 1987 : Luzia Homem
- 1991 : Lambada
- 1995 : O Quatrilho
- 1998 : Bela Donna
- 2002 : A Paixão de Jacobina
- 2006 : Nossa Senhora de Caravaggio
- 2009 : Lula, o Filho do Brasil